# Tatworth
Tatworth – wieś w Anglii, w hrabstwie Somerset, w dystrykcie (unitary authority) Somerset. Leży 73 km na południe od miasta Bristol i 211 km na zachód od Londynu. W 2001 miejscowość liczyła 2211 mieszkańców.